# Hermanovce nad Topľou
Hermanovce nad Topľou (in ungherese Tapolyhermány) è un comune della Slovacchia facente parte del distretto di Vranov nad Topľou, nella regione di Prešov.